# Conophyma plotnikovi
Conophyma plotnikovi är en insektsart som beskrevs av Boris Petrovich Uvarov 1927. Conophyma plotnikovi ingår i släktet Conophyma och familjen Dericorythidae.

## Underarter
Arten delas in i följande underarter:
- C. p. plotnikovi
- C. p. pubescens